# Charles Tatham (tennista)
Charles Edmund Tatham (Ryburgh, 5 agosto 1864 – Londra, 27 febbraio 1925) è stato un tennista britannico.
Ha partecipato alle Olimpiadi di Londra del 1908 nella specialità della pallacorda (o "jeu de paume"), perdendo negli ottavi di finale contro Evan Noel.